# 모칫역
모칫역(태국어: สถานีหมอชิต)은 타이 방콕에 있는 전철역이다.

## 같이 보기
- 방콕 스카이트레인